# Анаденантера иноземная
Анаденантера́ инозе́мная (лат. Anadenanthera peregrina), также известное как йопо, кохоба или парика — многолетнее растение рода Анаденантера, произрастающее в странах Карибского бассейна и Южной Америке.

## Ботаническое описание

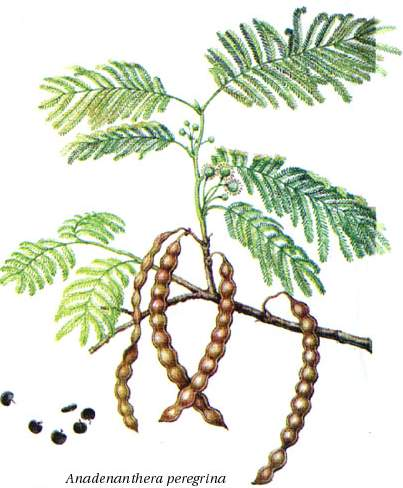
Ботаническая иллюстрация

Деревья, покрытые колючей корой, вырастают до 20 м в высоту. Цветки сферической формы от бледно-жёлтого до белого цвета. Не числится в списке исчезающих видов. Является энтеогеном, используемым в исцеляющих ритуалах и обрядах. Широко известный источник пищевого кальция.

## Традиционное использование
По данным археологических исследований, бобы Анаденантера использовались в качестве галлюциногенов в течение тысяч лет. Самыми древними артефактами, подтверждающими это, являются курительные трубки, сделанные из костей пумы (Puma concolor), с бобами Анаденантера, найденные в Инка Куэва, место на северо-западе долины Умауака, на плато Альтиплано, в провинции Жужуй, Аргентина. Было установлено, что трубки содержат галлюциноген диметилтриптамин, одно из соединений, найденных в бобах Анаденантера. Радиоуглеродный анализ материала определил дату 2130 г. до н.э., таким образом, можно предположить, что бобы Анаденантера используются в качестве галлюциногена более 4000 лет. Табакерки и трубки, похожие на те, что обычно используются для йопо, найденные на центральном перуанском побережье, датируются 1200 г. до н.э., из чего следует вывод, что инсуффляция бобов Анаденантера является более современным методом использования. Существуют археологические доказательства инсуффляции бобов в течение периода 500—1000 н.э. на севере Чили.
Некоторые коренные народы бассейна реки Ориноко в Колумбии, Венесуэле, и, возможно, в южной части бразильской Амазонской низменности используют йопо для духовного исцеления. Йопо также широко использовался во время ритуалов в странах Карибского бассейна, включая Кубу и Гаити, вплоть до испанского завоевания.
Обычно нюхательную смесь йопо один человек вдувает в ноздри другому через бамбуковые трубки, или иногда она принимается самостоятельно с помощью трубки из птичьей кости. Вдыхание более эффективно, так как этот метод позволяет большему количеству порошка попасть в нос и считается менее раздражающим. В некоторых районах необработанные бобы оказывают гораздо более слабый эффект с сильными физическими симптомами при вдыхании или курении. Некоторые племена используют йопо вместе с лозой духов, чтобы усилить и продлить визуальные эффекты, похожие на те, что получаются в результате употребления аяуаски.